# Luis Fernando López (atleet)
Luis Fernando López Erazo (Pasto, 3 juni 1979) is een Colombiaanse atleet, die gespecialiseerd is in het snelwandelen. Hij vertegenwoordigde zijn vaderland driemaal op de Olympische Spelen, maar won hierbij geen medailles.

## Carrière
Na zijn vierde plaats op de 20 km snelwandelen tijdens de Pan-Amerikaanse Spelen 2003 in Santo Domingo, debuteerde López op dezelfde afstand met een vierentwintigste plaats op de Olympische Spelen van 2004 in Athene. Op de wereldkampioenschappen van 2005 in Helsinki eindigde hij als twaalfde op de 20 km snelwandelen, datzelfde jaar won hij brons op de Zuid-Amerikaanse kampioenschappen.
In 2006 won hij goud op datzelfde onderdeel tijdens de Centraal-Amerikaanse en Caribische Spelen. Tijdens de Pan-Amerikaanse Spelen 2007 in Rio de Janeiro werd López gediskwalificeerd op de 20 km snelwandelen, een maand later eindigde hij als tweeëntwintigste op de WK in Osaka. Bij zijn tweede Olympische Spelen in Peking eindigde de Colombiaan op de negende plaats.
In 2009 werd Luis Fernando López Zuid-Amerikaans kampioen op de 20.000 m snelwandelen. Op de WK in Berlijn, later dat jaar, eindigde hij als vijfde op de 20 km snelwandelen. Het jaar daarop behaalde hij zilver op de Centraal-Amerikaanse en Caribische Spelen.
In 2011, op de WK in Daegu, behaalde López zijn grootste succes: brons op de 20 km snelwandelen.

## Titels
- Centraal-Amerikaans en Caraïbisch kampioen 20 km snelwandelen - 2006
- Zuid-Amerikaans kampioen 20 km snelwandelen - 2009
- Colombiaans kampioen 20 km snelwandelen - 2005

## Persoonlijke records
Baan
| Onderdeel             | Tijd      | Datum            | Plaats  |
| --------------------- | --------- | ---------------- | ------- |
| 5000 m snelwandelen   | 19.50,41  | 10 november 2001 | Xalapa  |
| 10.000 m snelwandelen | 40.33,87  | 6 december 2003  | Catania |
| 20.000 m snelwandelen | 1:20.53,6 | 21 juni 2009     | Lima    |

Weg
| Onderdeel          | Tijd         | Datum             | Plaats   |
| ------------------ | ------------ | ----------------- | -------- |
| 5 km snelwandelen  | 20.35 (NR)   | 19 juni 2010      | A Coruña |
| 10 km snelwandelen | 38.10 (NR)   | 18 september 2010 | Peking   |
| 15 km snelwandelen | 1:01.18 (NR) | 19 juni 2010      | A Coruña |
| 20 km snelwandelen | 1:20.03      | 15 augustus 2009  | Berlijn  |
| 50 km snelwandelen | 3:55.43      | 29 augustus 2015  | Peking   |

## Palmares

### 20 km snelwandelen
- 2003: 4e Pan-Amerikaanse Spelen - 1:27.32
- 2004: 24e OS - 1:26.34
- 2005: 12e WK - 1:22.28
- 2005:  Zuid-Amerikaanse kamp. - 1:23.43
- 2006:  Centraal-Amerikaanse en Caribische Spelen - 1:24.20
- 2007: 22e WK - 1:27.22
- 2007: DQ Pan-Amerikaanse Spelen
- 2008: 9e OS - 1:20.59
- 2009: 5e WK - 1:20.03
- 2010:  Centraal-Amerikaanse en Caribische Spelen - 1:22.55
- 2011:  WK - 1:20.38
- 2012: 50e Wereldbeker - 1:26.14
- 2012: DQ OS

### 20.000 m snelwandelen
- 2009:  Zuid-Amerikaanse kamp. - 1:20.53